# 콜름 미니
콜름 미니(Colm Meaney, 1953년 5월 30일 ~ )는 아일랜드의 배우이다. 이 배우의 이름인 Colm은 아일랜드어로 비둘기란 뜻을 가진 남자 이름으로 /kɒləm/ (콜름)처럼 발음한다.
2020년 아이리시 타임스가 선정한 역대 위대한 아일랜드 배우 24위에 올랐다.

## 출연 작품

### 영화
- 죽은 자들 (1987)
- 다이하드 2 (1990)
- 딕 트레이시 (1990)
- 폭풍의 나날 (1990)
- 커미트먼트 (1991)
- 언더시즈 (1992)
- 라스트 모히칸 (1992)
- 파 앤드 어웨이 (1992)
- 로드 투 웰빌 (1992)
- 잉글리쉬맨 (1995)
- 콘 에어 (1997)
- 미스터리 알래스카 (1999)
- 인터미션 (2003)
- 레이어 케이크 (2004) - 진 역
- 블루베리 (2004)
- 파이브 핑거스 (2006)
- 모범시민 (2009)
- 댐드 유나이티드 (2009)
- 음모자 (2010)
- 컴 백 록스타 (2010)
- 벨아미 (2012)
- 콜드 라잇 오브 데이 (2012)
- 원챈스 (2013)
- 터키 (2013) - 목소리
- 데블핸드 (2014)
- 빅 (2016) - 목소리
- The Journey (2016)
- 펠레: 버스 오브 어 레전드 (2016)
- 톨킨 (2019)
- 세버그 (2019)
- 뱅커 (2020)
- 말로우 (2022)

### 텔레비전
- 블루문 특급 (1986)
- 원 라이프 투 리브 (1987-88)
- 스타 트렉: 더 넥스트 제너레이션 (1987-94)
- 맥가이버 (1991)
- 닥터 퀸 (1993)
- 스타 트렉: 딥 스페이스 나인 (1993-99)
- 머독 미스터리 (2004)
- 스타게이트 아틀란티스 (2004-06)
- 뉴욕 특수수사대 (2005)
- 더 유닛 (2006)
- 로앤오더 (2008)
- 심슨 가족 (2009) - 목소리
- 헬 온 휠즈 (2011-16)
- 필라델피아는 언제나 맑음 (2021)